# Megachile inyoensis
Megachile inyoensis är en biart som beskrevs av Mitchell 1942. Megachile inyoensis ingår i släktet tapetserarbin, och familjen buksamlarbin. Inga underarter finns listade i Catalogue of Life.